# Euclimacia gerstaeckeri
Euclimacia gerstaeckeri är en insektsart som beskrevs av Banks 1920. Euclimacia gerstaeckeri ingår i släktet Euclimacia och familjen fångsländor. Inga underarter finns listade i Catalogue of Life.